# بني تليد (تانقوب)
بني تليد هي إحدى مشيخات المملكة المغربية، تتبع جغرافيا لإقليم شفشاون وإداريًا لتانقوب. يقدر عدد سكانها بـ 3744 نسمة حسب الإحصاء الرسمي للسكان والسكنى لسنة 2004.